# Tipula franzressli
Tipula franzressli är en tvåvingeart som beskrevs av Günther Theischinger 1982. Tipula franzressli ingår i släktet Tipula och familjen storharkrankar. Inga underarter finns listade i Catalogue of Life.